# رزاز
رَزّاز (الاسم العلمي: Padda)، جنس طير من الجواثم وفصيلة شمعية المنقار، يقتصر وجودها على الجزر في جنوب إندونيسيا.
هي طيور صغيرة القد، مُكتنزة الجسم، تألف أراضي المراعي المفتوحة والمزارع، وقوتها الأساسي الحبوب وغيرها من البذور، بما في ذلك الأرز.
الأنواع:
- رزاز جاوة
- رزاز داكن تيموري